# マチュー・フラミニ
マテュー・フラミニ（Mathieu Flamini, 1984年3月7日 - ）は、フランス・マルセイユ出身のサッカー選手。ポジションはミッドフィールダー。

## 経歴

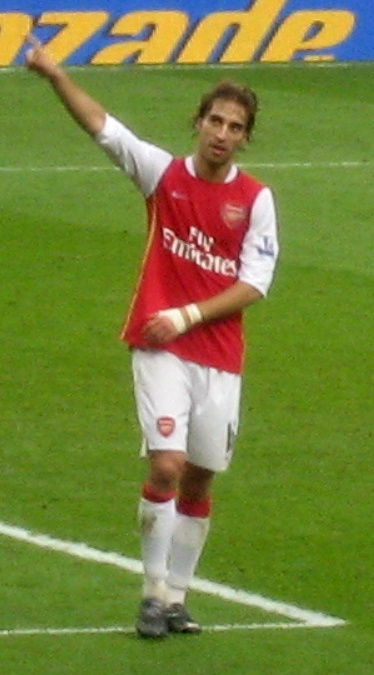
アーセナル時代

1984年、マルセイユでイタリア人の父とフランス人の母との間に生まれた。地元のオリンピック・マルセイユのユースに所属し、2003年12月にはトップチームにデビューを果たした。2003-04シーズンは14試合に出場し才能の片鱗を見せた。しかし、マルセイユが長期のプロ契約を結ばなかったため、そこに目をつけたアーセナルFCが獲得に動き、2004-05シーズンからはアーセナルへ移籍することとなった。この年はボランチ、あるいはサイドハーフの控えとしてプレーした。
2005-06シーズンは当初セスク・ファブレガス、ジウベルト・シウバの控えという立場であったが、アシュリー・コール、ガエル・クリシー、パスカル・シガン、ローレンらの左サイドバックが立て続けに怪我をし払底してしまったため、急遽フラミニが左サイドバックに起用されることとなった。フラミニはこのチャンスを逃さず、無難なプレー振りを披露。監督のアーセン・ベンゲルからも高い評価を得た。
2006-07シーズンは出場機会が減少し、シーズン終了後には移籍も視野に入れているとの発言もしたが、結局残留することとなった。
フランス国内では、彼の2006 FIFAワールドカップのメンバー入りを望む声もあったという。2007年2月7日の親善試合（アルゼンチン戦）には代表メンバーに初招集されたが、出場機会はなかった。2007-08シーズンは序盤からレギュラーを奪取した。
2008-09シーズンからはイタリアのACミランでプレー。報道によれば、移籍金はなしで年俸450万ユーロの4年契約でサインした。加入当初こそ苦しんだものの徐々にチームにフィットし、シーズン終盤には怪我人の相次いだDFラインの応急策として右サイドバックを務めた所そのままレギュラーに定着。同シーズンにレンタル移籍でミランに入団したデビッド・ベッカムとの見事な連携を見せた。
2012-13シーズン終了後、契約満了につきミランを退団。無所属の状態が続き、古巣アーセナルの練習場でトレーニングしていた。2013年8月29日、アーセナル復帰が決定。その後、契約満了により2015-16シーズンをもってアーセナルを退団した。
2016年9月8日、クリスタル・パレスFCへの加入が決定した。
2018年2月2日、ヘタフェCFに今季限り半年間の契約を締結。12月2日に再契約した。

## エピソード
- 2008年5月21日、ACミランへの移籍報道の際にプライベートについて「自分はいたってノーマルな人間だ。今のところ彼女はいないが、友人は多い。友人と外食したり映画に行ったりするのが好きだ。イタリアのメディアは、選手のプライベートにあまり踏み込まないと聞いているのでほっとしている」と語っている。

- 2008年に「GFバイオケミカル」という企業を起ち上げ、友人や家族にも秘密でエネルギービジネスに参入した。2015年にこの企業を運営していたことを公にし、同社で将来的に石油燃料に代わるエネルギーとして期待される有機化合物レブリン酸を研究し、世界初の大量生産を実現したことを明かした[3]。

## タイトル

### クラブ
アーセナル
- FAカップ : 2004-05, 2013-14, 2014-15
- FAコミュニティ・シールド : 2004, 2014, 2015

ミラン
- セリエA : 2010-11
- スーペルコッパ・イタリアーナ : 2011

## 個人成績
| クラブ             | シーズン | リーグ         | リーグ | リーグ | カップ | カップ | 国際大会 | 国際大会 | その他 | その他 | 合計 | 合計 |
| クラブ             | シーズン | リーグ         | 出場   | 得点   | 出場   | 得点   | 出場     | 得点     | 出場   | 得点   | 出場 | 得点 |
| ------------------ | -------- | -------------- | ------ | ------ | ------ | ------ | -------- | -------- | ------ | ------ | ---- | ---- |
| マルセイユ         | 2003-04  | リーグ・アン   | 14     | 0      | 1      | 0      | 9        | 0        | -      | -      | 24   | 0    |
| マルセイユ         | 合計     | 合計           | 14     | 0      | 1      | 0      | 9        | 0        | -      | -      | 24   | 0    |
| アーセナル         | 2004-05  | プレミアリーグ | 21     | 1      | 7      | 0      | 4        | 0        | 0      | 0      | 32   | 1    |
| アーセナル         | 2005-06  | プレミアリーグ | 31     | 0      | 5      | 0      | 12       | 0        | 1      | 0      | 49   | 0    |
| アーセナル         | 2006-07  | プレミアリーグ | 20     | 3      | 6      | 0      | 6        | 1        | -      | -      | 32   | 4    |
| アーセナル         | 2007-08  | プレミアリーグ | 30     | 3      | 2      | 0      | 8        | 0        | -      | -      | 40   | 3    |
| アーセナル         | 合計     | 合計           | 102    | 7      | 20     | 0      | 30       | 1        | 1      | 0      | 153  | 8    |
| ミラン             | 2008-09  | セリエA        | 29     | 0      | 1      | 0      | 7        | 0        | -      | -      | 37   | 0    |
| ミラン             | 2009-10  | セリエA        | 25     | 0      | 2      | 1      | 5        | 0        | -      | -      | 32   | 1    |
| ミラン             | 2010-11  | セリエA        | 23     | 2      | 2      | 0      | 5        | 0        | -      | -      | 30   | 2    |
| ミラン             | 2011-12  | セリエA        | 2      | 1      | 0      | 0      | 0        | 0        | 0      | 0      | 2    | 1    |
| ミラン             | 2012-13  | セリエA        | 18     | 4      | 1      | 0      | 3        | 0        | -      | -      | 22   | 4    |
| ミラン             | 合計     | 合計           | 97     | 7      | 6      | 1      | 20       | 0        | 0      | 0      | 123  | 8    |
| アーセナル         | 2013-14  | プレミアリーグ | 27     | 2      | 3      | 0      | 6        | 0        | -      | -      | 36   | 2    |
| アーセナル         | 2014-15  | プレミアリーグ | 23     | 1      | 2      | 0      | 7        | 0        | 1      | 0      | 33   | 1    |
| アーセナル         | 2015-16  | プレミアリーグ | 16     | 0      | 4      | 2      | 4        | 0        | 0      | 0      | 24   | 2    |
| アーセナル         | 合計     | 合計           | 66     | 3      | 9      | 2      | 17       | 0        | 1      | 0      | 93   | 5    |
| アーセナル         | 合計     | アーセナル     | 168    | 10     | 29     | 2      | 47       | 1        | 2      | 0      | 246  | 13   |
| クリスタル・パレス | 2016-17  | プレミアリーグ | 10     | 0      | 3      | 0      | -        | -        | -      | -      | 13   | 0    |
| ヘタフェ           | 2017-18  | プリメーラ     | 0      | 0      | 0      | 0      | -        | -        | -      | -      | 0    | 0    |
| 総通算             | 総通算   | 総通算         | 289    | 17     | 39     | 3      | 76       | 1        | 2      | 0      | 406  | 21   |